# Sean Michaels

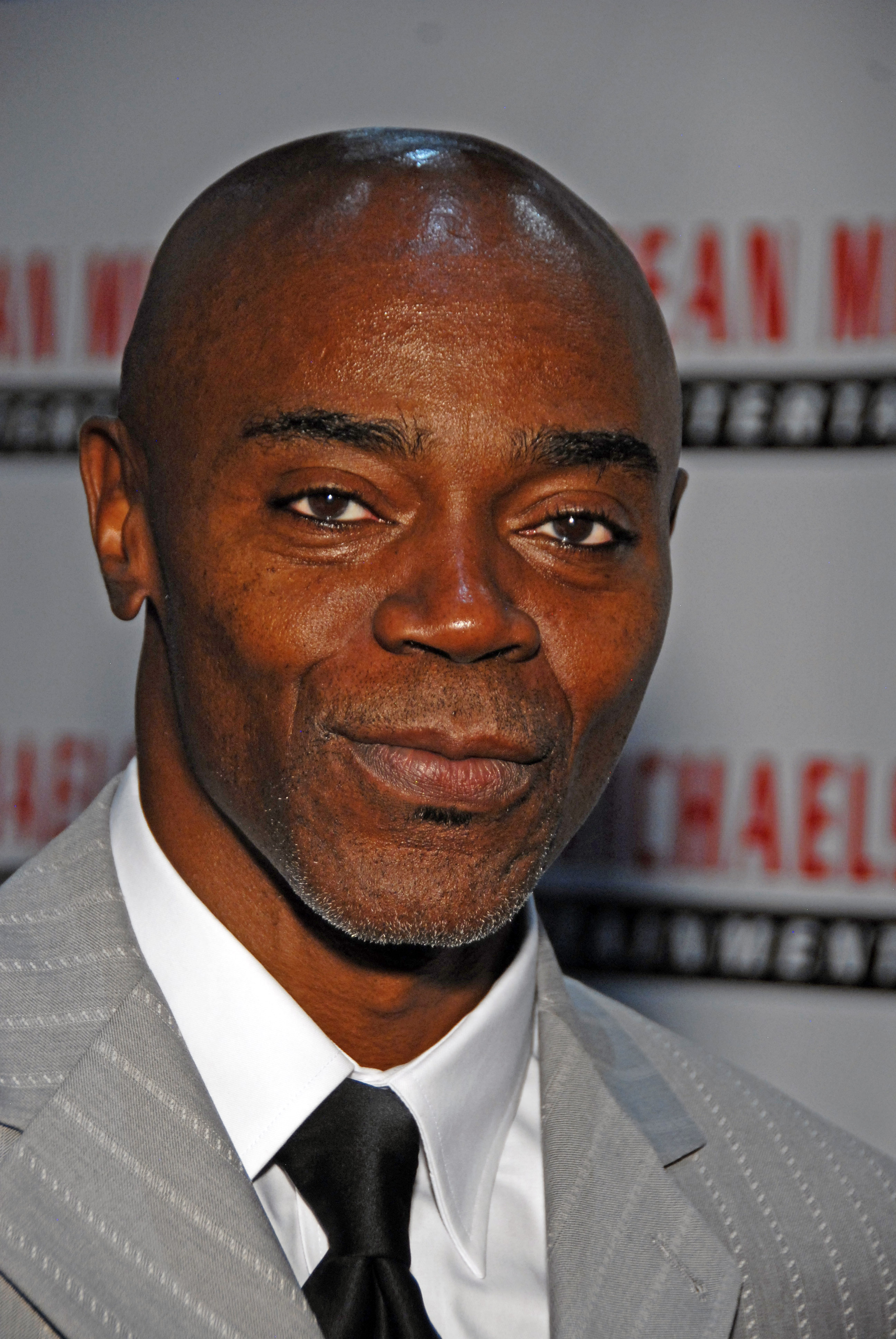
Sean Michaels (2011)

Sean Michaels (bürgerlich Andre Allen; * 20. Februar 1958 in Brooklyn, New York) ist ein US-amerikanischer Pornodarsteller und -regisseur.

## Karriere
Sean Michaels begann seine Karriere als Darsteller im Jahr 1985 bzw. als Regisseur im Jahr 1991. Seitdem hat er laut IAFD in über 1300 Filmen mitgespielt und 212-mal Regie geführt. Er ist damit zusammen mit Lexington Steele und Mr. Marcus einer der bekanntesten afro-amerikanischen Darsteller. Er hat seine eigene Produktionsfirma namens Sean Michaels International.
2004 wurde Sean Michaels als einer von 30 bekannten Pornodarstellern von dem amerikanischen Fotografen Timothy Greenfield-Sanders in seinem Buch XXX: 30 Porn-Star Portraits und seiner HBO-Dokumentation Thinking XXX porträtiert.
Er war Gastgeber des XRCO Award 2010 mit Nikki Benz und Lisa Ann. 2008 hatte er bereits die Urban Spice Awards gemeinsam mit Olivia O’Lovely moderiert.
Michaels bekam mehrere AVN und XRCO Awards.

## Auszeichnungen

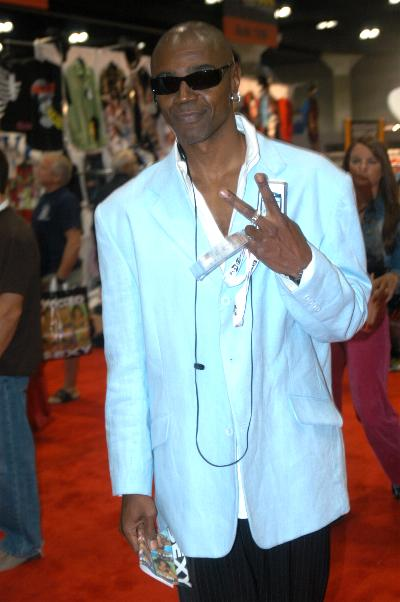
Sean Michaels bei der Erotica 2005

- 1993: XRCO Award - Best Anal Sex Scene - Arabian Nights
- 1993: XRCO Woodsman of the Year
- 1996: AVN Award - Best Group Sex Scene - Video for World Sex Tour 1
- 1998: XRCO Best Anal or DP Scene for Tushy Heaven
- 1999: AVN Best Group Sex Scene - Video for Tushy Heaven
- 2010: AVN Award – Best Double Penetration Sex Scene – Bobbi Starr & Dana DeArmond’s Insatiable Voyage
- AVN Hall of Fame
- XRCO Hall of Fame
- Urban X Award Hall of Fame
- + 12 Nominierungen

## Belege
1. ↑  Timothy Greenfield-Sanders: XXX: 30 Porno-Stars im Porträt. (Originaltitel: XXX: 30 Porn-Star Portraits.) Heyne Hardcore, München 2004; S. 100–101, 174–175. ISBN 978-3-453-67515-5.
2. ↑  Thinking XXX. Internet Movie Database, abgerufen am 22. Mai 2015 (englisch).

| Personendaten    | Personendaten                                    |
| ---------------- | ------------------------------------------------ |
| NAME             | Michaels, Sean                                   |
| ALTERNATIVNAMEN  | Allen, Andre (wirklicher Name)                   |
| KURZBESCHREIBUNG | US-amerikanischer Pornodarsteller und -regisseur |
| GEBURTSDATUM     | 20. Februar 1958                                 |
| GEBURTSORT       | Brooklyn, New York, USA                          |